# Shujalpur
Shujalpur è una suddivisione dell'India, classificata come municipality, di 42.465 abitanti, situata nel distretto di Shajapur, nello stato federato del Madhya Pradesh. In base al numero di abitanti la città rientra nella classe III (da 20.000 a 49.999 persone).

## Geografia fisica
La città è situata a 23° 23' 60 N e 76° 43' 0 E e ha un'altitudine di 447 m s.l.m..

## Società

### Evoluzione demografica
Al censimento del 2001 la popolazione di Shujalpur assommava a 42.465 persone, delle quali 22.098 maschi e 20.367 femmine. I bambini di età inferiore o uguale ai sei anni assommavano a 6.734, dei quali 3.487 maschi e 3.247 femmine. Infine, coloro che erano in grado di saper almeno leggere e scrivere erano 29.270, dei quali 16.845 maschi e 12.425 femmine.